# Mohamed El Shorbagy
Mohamed El Shorbagy, né le 12 janvier 1991 à Alexandrie, est un joueur professionnel de squash représentant l'Égypte, puis l'Angleterre. Il atteint en novembre 2014 la 1re place mondiale sur le circuit international, et il est champion du monde en 2017.
Son jeune frère Marwan El Shorbagy est aussi un joueur de squash professionnel.

## Carrière
Mohamed El Shorbagy entre dans le livre des records juste après les deux légendes pakistanaises Jahangir Khan et Jansher Khan, tous deux numéros un mondiaux à seulement 18 ans, et son compatriote Ramy Ashour qui est devenu numéro un à l'âge de 22 ans, grâce à sa victoire sur Grégory Gaultier en demi-finale de l'US Open 2014 et la défaite de Nick Matthew face au quadruple champion du monde Amr Shabana.
Mohamed El Shorbagy est champion du monde junior en 2008 et 2009 et est devenu le deuxième homme, après Ramy Ashour à remporter le titre deux fois.
En 2007, il est devenu le premier joueur à remporter son premier titre PSA World Tour lors d'un événement 5 étoiles, l'Indien Challenger No7.
Il est finaliste au championnat du monde 2012 en battant en cinq jeux James Willstrop en demi - finale , mais perd face à son compatriote Ramy Ashour en finale en cinq jeux.
En novembre 2013, il remporte le Qatar Classic en battant  Nick Matthew pour sa première finale PSA World Series.
C'est le début d'une carrière prolifique qui le voit remporter le Qatar Classic en 2013 et en 2015, le Hong Kong Open en 2014 et en 2015, l'US Open en 2014 et en 2016 et le British Open en 2015 et 2016.
Après un début de saison 2017 décevante pour lui, il fait une fin de saison tonitruante avec des victoires au Netsuite Open, Qatar Classic et à l'Open de Hong-Kong avec une seule relative déception avec sa défaite en finale de l'US Open. Cette bonne fin de saison est concrétisée par une victoire au championnat du monde face à son frère Marwan El Shorbagy.
L'année 2018 le voit repartir sur ces mêmes bases élevées avec une victoire au Windy City Open qui lui permet de retrouver la place de no 1 mondial et au British Grand Prix. Après sa victoire dans l'US Open en octobre, il atteint le total de 14 finales sur ses 16 derniers tournois, dont 10 titres. En juin 2022, il prend la nationalité britannique et défend les couleurs de l'Angleterre.
Le nom de famille de El Shorbagy est dérivé d'un ancien grade militaire turque, Corbaci .

## Palmarès

### Titres
- Championnats du monde : 2017
- Qatar Classic : 4 titres (2013, 2015, 2017, 2022)
- Hong Kong Open : 4 titres (2014, 2015, 2017, 2018)
- US Open : 3 titres (2014, 2016, 2018)
- Tournament of Champions :3 titres (2015, 2016, 2020)
- British Open : 3 titres (2015, 2016, 2019)
- Windy City Open : 2 titres (2016, 2018)
- Open du Canada de squash 2025
- Open de Singapour : 2022
- Black Ball Squash Open : 2023
- Squash on Fire Open masculin 2022
- El Gouna International : 2 titres (2016, 2021)
- Open de Nouvelle-Zélande de squash: 2022
- Open de Manchester : 2020
- Netsuite Open : 3 titres (2017, 2019, 2022)
- Open de Chine : 3 titres (2016, 2019, 2024)
- Grasshopper Cup : 2019
- Canary Wharf Squash Classic : 2 titres (2018, 2020)
- British Grand Prix : 2018
- Channel VAS Championships : 2017
- British Grand Prix : 2015
- Open de Malaisie : 2014
- Abierto Mexicano de Raquetas : 2014
- Motor City Open : 2 titres (2011, 2014)
- Sky Open : 2013
- Open de Colombie : 2011
- Open de Macao : 2011
- Internationaux de La Réunion : 2011
- Championnats britanniques : 2 titres (2022, 2023)
- Championnats du monde junior : 2 titres (2008, 2009)
- Championnat d'Europe par équipes : 3 titres (2023, 2024, 2025)

### Finales
- Championnats du monde : 4 finales (2012 , 2014, 2020-2021, 2021-2022)
- Open d'Égypte : 2021
- World Series Finals : 2021
- Houston Open : 2023
- Necker Mauritius Open 2022
- Open de Manchester : 2022
- Channel VAS Championships : 2019
- DPD Open : 2019
- Netsuite Open : 2018
- British Open : 2018
- Grasshopper Cup : 2018
- US Open : 2 finales (2017, 2019)
- El Gouna International : 2 finales (2014, 2015)
- Qatar Classic : 2016
- Windy City Open : 2015
- Abierto Mexicano de Raquetas : 2013
- Open de Malaisie : 2012
- Open de Kuala Lumpur : 2 finales (2011, 2013)
- Open de Macao : 2012
- Championnats britanniques : 2024
- Championnats du monde par équipes : 2023